# Gölen (Väckelsångs socken, Småland)
Gölen är en sjö i Tingsryds kommun i Småland och ingår i Mörrumsåns huvudavrinningsområde.